# Station Chidoribashi
Station Chidoribashi (千鳥橋駅, Chidoribashi-eki) is een spoorwegstation in de wijk Konohana-ku, Osaka, Japan. Het wordt aangedaan door de Hanshin Namba-lijn. Het station heeft twee sporen, gelegen aan twee zijperrons.

## Treindienst
| 1 | ■ Hanshin Namba-lijn | richting Nishikujō, Namba en Nara |
| 2 | ■ Hanshin Namba-lijn | richting Amagasaki                |

## Geschiedenis
Het station werd in 1924 geopend. Het was tot 1964 het eindstation van de Dempō-lijn. 

## Overig openbaar vervoer
Bussen 56, 59, 59A, 77, 79, 81 en 82

## Stationsomgeving
- Stadsdeelkantoor van Konohana
- Bibliotheek van Konohana
- Ōba-ziekenhuis
- Chidori-park
- Brandweerkazerne van Konohana
- 7-Eleven
- FamilyMart

(<<Hanshin-lijn) Amagasaki · Daimotsu · Dekijima · Fuku · Dempō · Chidoribashi · Nishikujō · Kujō · Dome-mae · Sakuragawa · Ōsaka Namba (Kintetsu Namba-lijn, Nara-lijn>>)